# Obléhání Saint-Martin-de-Ré
Během obléhání Saint-Martin-de-Ré se anglická armáda pod velením vévody z Buckinghamu od července do listopadu 1627 neúspěšně pokoušela dobýt francouzskou pevnost Saint-Martin-de-Ré. Střetnutí bylo součástí jedné z anglo-francouzských válek.
Angličané měli v plánu ovládnout ostrov Ré, kde se pevnost nacházela, a využít ho jako opěrný bod pro spolupráci s hugenotským městem La Rochelle, které se nacházelo se poblíž.
Po několikaměsíčním anglickém obléhání se však Francouzům podařilo se štěstím probojovat přes anglické loďstvo a dopravit své vyhladovělé posádce potřebné zásoby. Buckingham se poté rozhodl zariskovat a na pevnost neúspěšně zaútočil. Když pak Francouzům připluly posily, vyčerpaní Angličané se ve zmatku a s velkými ztrátami stáhli z ostrova.

## Pozadí
Na přelomu let 1626 a 1627 se zhoršily anglo-francouzské vztahy. Mezi oběma státy docházelo k námořním incidentům, svou roli sehrály i špatné vztahy mezi anglickým králem Karlem I. a Buckinghamem na straně jedné a francouzským králem Ludvíkem XIII. a jeho prvním ministrem kardinálem Richelieuem na straně druhé. K vyhrocení došlo i kvůli sporům o personální obsazení dvora královny Henrietty Marie, novomanželky Karla I., původně francouzské princezny. Angličané se nakonec rozhodli zasadit Francouzům úder obsazením francouzského ostrova Ré a následnou spoluprací s hugenoty v blízkém městě La Rochelle, kteří měli dlouhodobě napjaté vztahy s francouzskou vládou. Jejich konečným záměrem bylo pravděpodobně vytvoření malého protestantského státu na francouzském území, který by byl jejich spojencem nebo dokonce byl na Anglii do jisté míry závislý.

## Průběh
77 anglických lodí, na kterých bylo umístěno přibližně 6000 mužů, 200 koní a 20 děl, se bez problémů dostalo přes kanál La Manche a 23. července ocitlo u ostrova Ré. Velitel francouzského sboru generál Toiras se pokusil Angličany odrazit už na plážích, konkrétně v Sablanceaux, avšak Angličanům, kteří byli kryti námořním dělostřelectvem, se vylodění zdařilo a Francouzi se museli s velkými ztrátami stáhnout do pevnosti Saint-Martin-de-Ré a pevnůstky La Prée. Buckingham nyní spoléhal na pomoc obyvatel La Rochelle, ti ale zatím nebyli ochotni jít do otevřeného konfliktu s francouzským králem Ludvíkem XIII. a Angličanům poslali pouze asi 100 dobrovolníků.

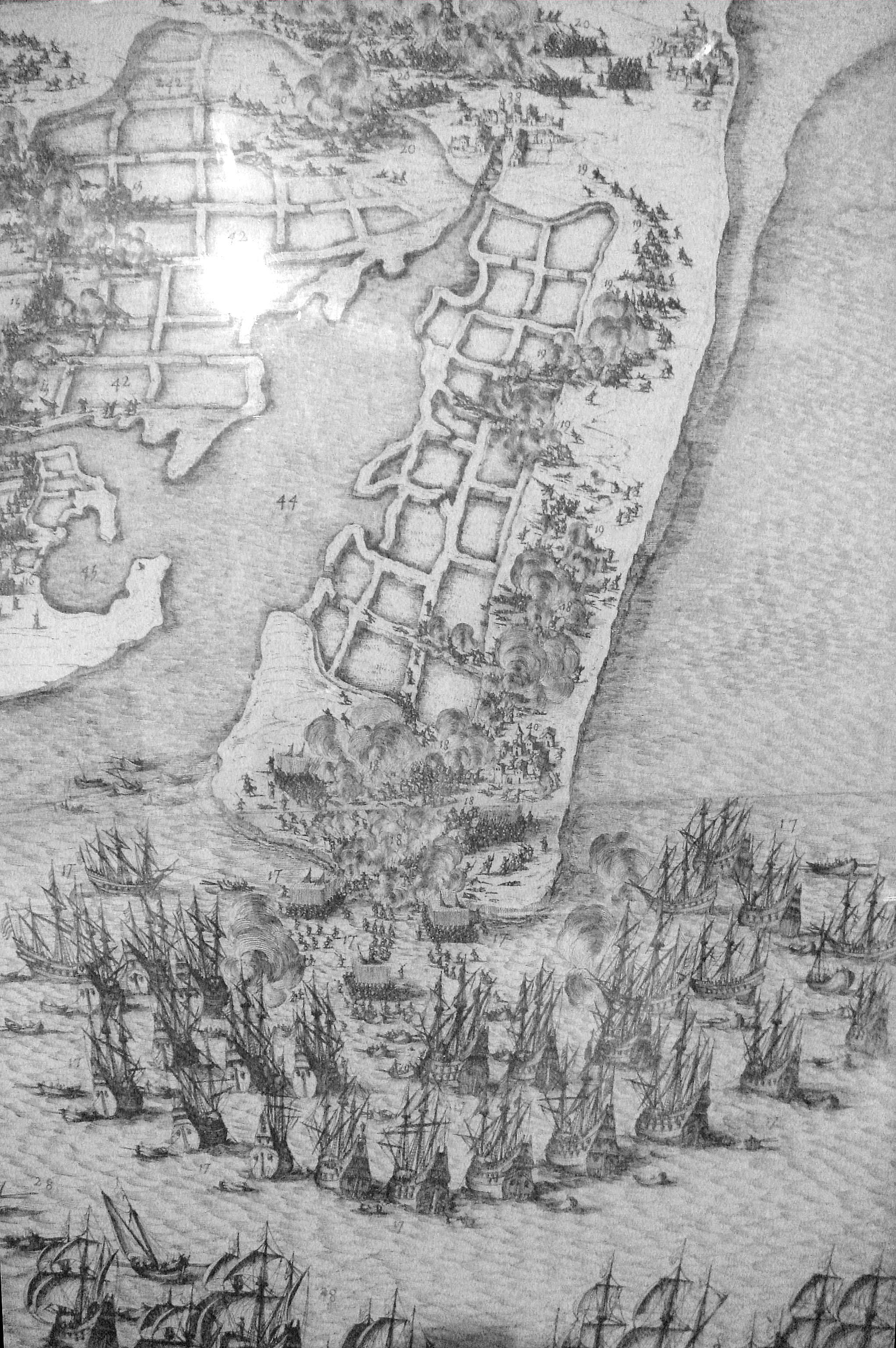
Anglický ústup přes Loix

Angličané oblehli pevnosti s cílem ji vyhladovět, přibývalo jim ovšem raněných a nemocných a po čase si uvědomili, že bez posil jejich podnik nebude úspěšný. V září sice připlulo 2000 Irů, to ale nestačilo. V tomtéž měsíci se Ludvík XIII. rozhodl oblehnout La Rochelle a jeho obyvatelé tak už byli ochotní se s Buckinghamem dohodnout. Poslali vévodovi pomoc v počtu 800 mužů a přijali ve městě anglické raněné. Počátkem října už Francouzům docházely zásoby, jejich loďstvu se ale se štěstím podařilo prorazit skrz anglické koráby a potřebné potraviny spolu s ostatními zásobami dopravit do pevnosti. Následnou Buckinghamovu nabídku na vyjednávání francouzský ministr Richelieu zamítl. Situace Angličanů začínala být zoufalá, hrozilo, že je napadne francouzská armáda z pevniny, a potřebné posily stále nepřicházely. V důsledku nemocí a hladu jim ubývalo stále více bojeschopných mužů, a tak se počátkem listopadu odhodlali k riskantnímu přímému útoku na pevnost. Ten pro ně ale dopadl špatně, jedním z důvodů byly krátké žebříky, které nedosahovaly až na vrchol pevnostních hradeb. Když dva dny poté obdržel Toiras posily v počtu 2000 vojáků pod velením maršála Schomberga, Buckinghamovi bylo jasné, že se musí z ostrova se zbytkem svých mužů stáhnout.
Angličané měli v úmyslu nalodit se na ostrůvku Loix ležícím těsně vedle ostrova Ré. Ústup na Loix byl však plný zmatků a dopadl pro Angličany velmi špatně. Vévoda z Buckinghamu sice mezi ostrůvkem a ostrovem Ré nechal postavit dřevěný most, ale obranné postavení vybudoval pouze na jedné jeho části – té, která se nacházela na Loix. Angličanům byli v patách francouzští vojáci a při chaotickém přechodu mostu jich hodně padlo nebo se utopilo. Celkově při anglickém vpádu do Francie padlo 4000, podle některých odhadů dokonce 5000 mužů a celý jejich podnik tak skončil naprostým fiaskem.